# Scott Alexander e Larry Karaszewski
Scott Alexander (Los Angeles, Califórnia, 16 de junho de 1963) e Larry Karaszewski (South Bend, Indiana, 20 de novembro de 1961) são uma equipe de roteiristas de cinema de Hollywood. Eles se conheceram na Universidade do Sul da Califórnia, onde eram colegas de quarto. Se formaram juntos, na Escola de Artes Cinematográficas, em 1985.

## Biografia
O primeiro sucesso da dupla, foi a popular, mas criticamente ridicularizada, comédia O Pestinha (1990). Alexander e Karaszewski alegam que seu roteiro original era uma sofisticada comédia de humor negro, mas que o estúdio o modificou muito, a ponto de ficar em um estado irreconhecível.
Em 1994, Alexander e Karaszewski convenceram Tim Burton a dirigir um filme biográfico sobre Edward Davis Wood Jr.. Eles escreveram o roteiro em seis semanas.
Ed Wood levou a uma sucessão de biografias excêntricas, incluindo The People vs. Larry Flynt, Man on the Moon — sobre a vida curta do comediante Andy Kaufman —, e Auto Focus, registrando a história do ator e comediante Bob Crane, assassinado em 1978. Um roteiro que eles escreveram sobre a vida de Robert Ripley, de Ripley's Believe It or Not! era ao mesmo tempo ligado a Jim Carrey, mas, assim como seus roteiros sobre Os Irmãos Marx, Village People, Sid e Marty Krofft, Margaret Keane e Rollen Stewart, o projeto ainda não saiu do papel.
Eles também adaptaram o livro 1408, de Stephen King, e não foram creditados pelos trabalhos feitos em Marte Ataca! e em Hulk, onde contribuíram para a adaptação das histórias originais. Trabalharam, ainda, nos filmes O Agente Teen e O Diabólico Agente D.C..
Em 2007, Scott e Larry apareceram em Dreams on Spec, um documentário que mostra o processo criativo dos filmes de Hollywood, a partir da perspectiva do roteirista. Em 2012, Scott Alexander e Larry Karaszewski trabalharam na primeira versão do roteiro de Percy Jackson: Sea of Monsters, que foi reescrito posteriormente por Marc Guggenheim.

## Filmografia
- O Pestinha (1990)
- O Pestinha 2 (1991)
- Ed Wood (1994)
- O Povo contra Larry Flint (1996)
- O Diabólico Agente D.C. (1997)
- Homem na Lua (1999)
- Em Maus Lençóis (2000)
- Auto Focus (2002) (Apenas como Produtores)
- Agente Teen (com Ashley Edward Miller e Zack Stentz) (2003)
- 1408 (2007)
- Percy Jackson: Sea of Monsters (2013)
- A Família Adams (2014)
- Big Eyes (2014)
- Goosebumps (2015)
- Dolemite Is My Name (2018)